# Fácula
Para el genus de mariposas Lycaenidae, véase Facula (mariposa).
|                                   |
| Faculae en la superficie del Sol. |

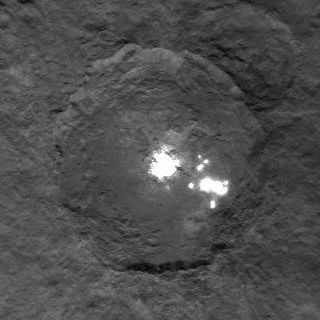
Puntos brillantes en el planeta enano Ceres.

Una fácula (palabra procedente del latín facula, que significa "linterna pequeña"; plural latino: faculae), es literalmente un "punto brillante." El término tiene varios usos técnicos comunes. Así, en nomenclatura planetaria es utilizado para denominar ciertos elementos brillantes de la superficie de planetas y lunas; y también designa un tipo de fenómeno que se produce en la superficie del Sol. De igual manera a veces se entiende por fácula una región brillante en el campo proyectado por una fuente de luz, y los fotógrafos a menudo utilizan el término para describir las zonas brillantes típicamente circulares características de las fotografías que corresponden a fuentes de luz brillantes (directas o reflejadas) en una imagen desenfocada.
Las faculae solares son zonas brillantes que se forman en los cañones situados entre los gránulos solares, células de convección de varios millares de kilómetros de tamaño que se forman y se disipan constantemente cada varios minutos. Son producidas por las concentraciones de líneas de campo magnético.
Agrupaciones densas de faculae aparecen durante la actividad solar, con o sin manchas solares, contribuyendo sensiblemente ambos fenómenos a producir variaciones en la "constante Solar".
El equivalente en la cromosfera de una región facular se denomina una "playa solar".
Cererian faculae (los puntos brillantes de Ceres) se piensa que pueden ser el resultado de la liberación de gases actual o pasada, debida quizás al vulcanismo o a la actividad cometaria.